# Zierbena
Zierbena (spanisch Ciérvana) ist eine Gemeinde in der Provinz Bizkaia in der spanischen Autonomen Region Baskenland, in der 1.493 Einwohner (Stand: 2024) leben, deren Mehrheit baskischsprachig ist. Die Gemeinde besteht neben dem Hauptort La Cuesta aus den Ortschaften La Arena, El Puerto, Valle, Kardeo und San Mamés sowie den Wüstungen La Calleja und San Roman.
Bis 1995 war Zierbena Teil von Abanto Zierbena.

## Lage
Zierbena befindet sich etwa 17 Kilometer nordnordwestlich vom Stadtzentrum der Provinzhauptstadt Bilbao in einer Höhe von ca. 85 m. In der Gemeinde befinden sich Teile der Hafenanlagen von Bilbao, insbesondere für die Verschiffung von Gas sowie der Anleger für die Fähren nach Portsmouth und nach Rosslare.

## Bevölkerungsentwicklung
| Jahr      | 2001 | 2011 | 2021 |
| Einwohner | 1177 | 1440 | 1516 |

## Sehenswürdigkeiten
- Romanuskirche (Iglesia de San Román)
- Marienkapelle
- Ignatiuskapelle

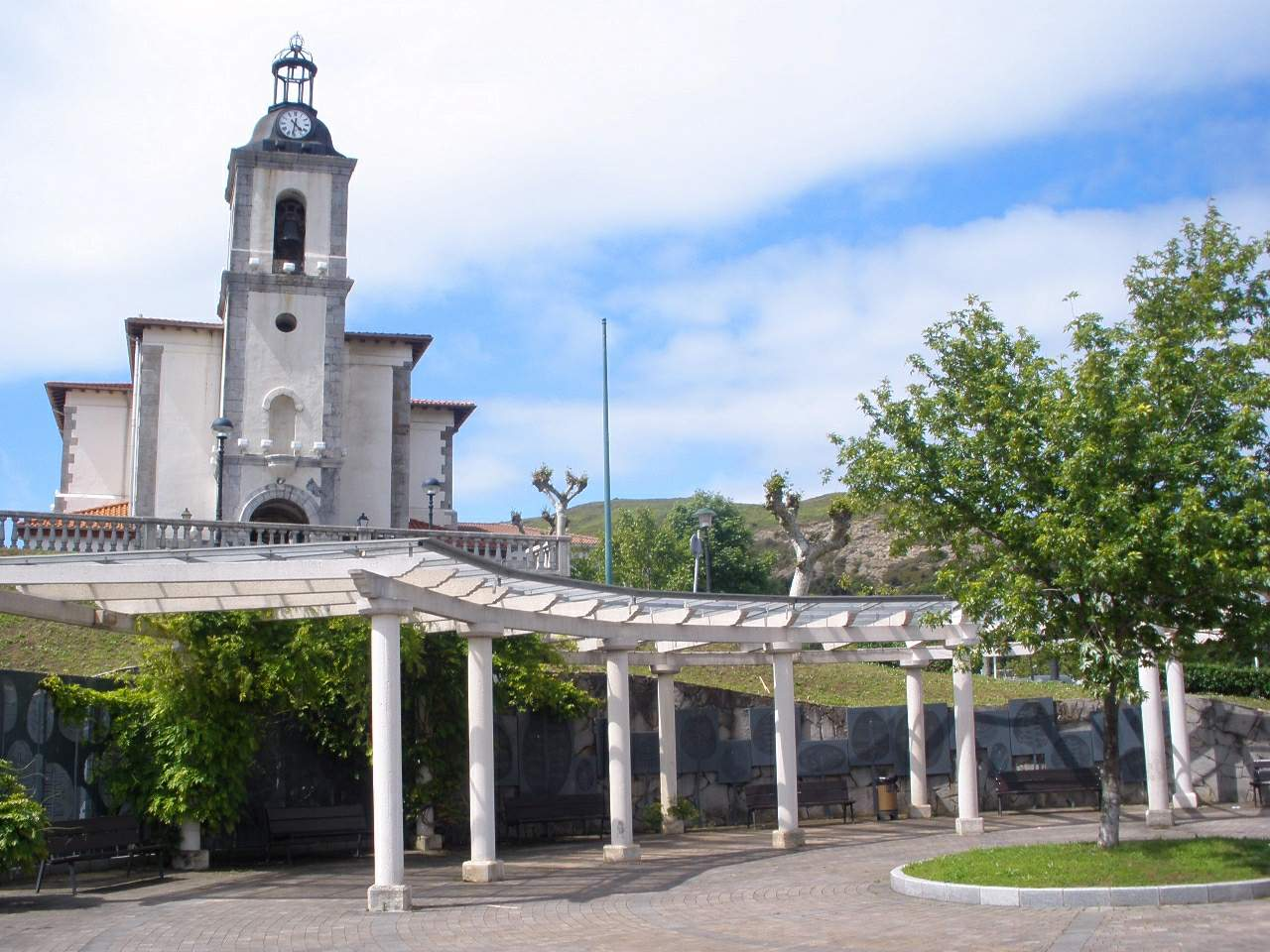
Romanuskirche
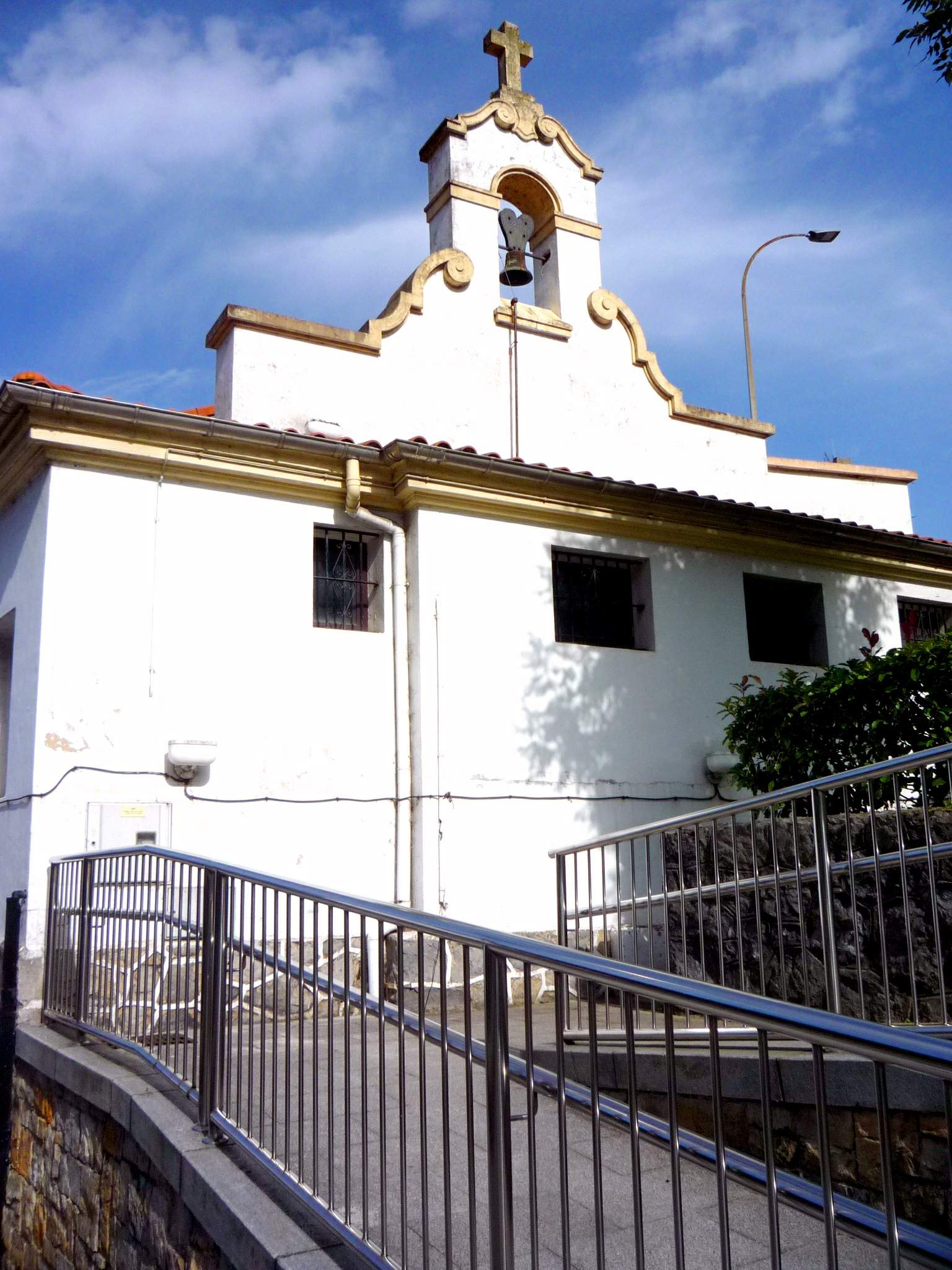
Marienkapelle
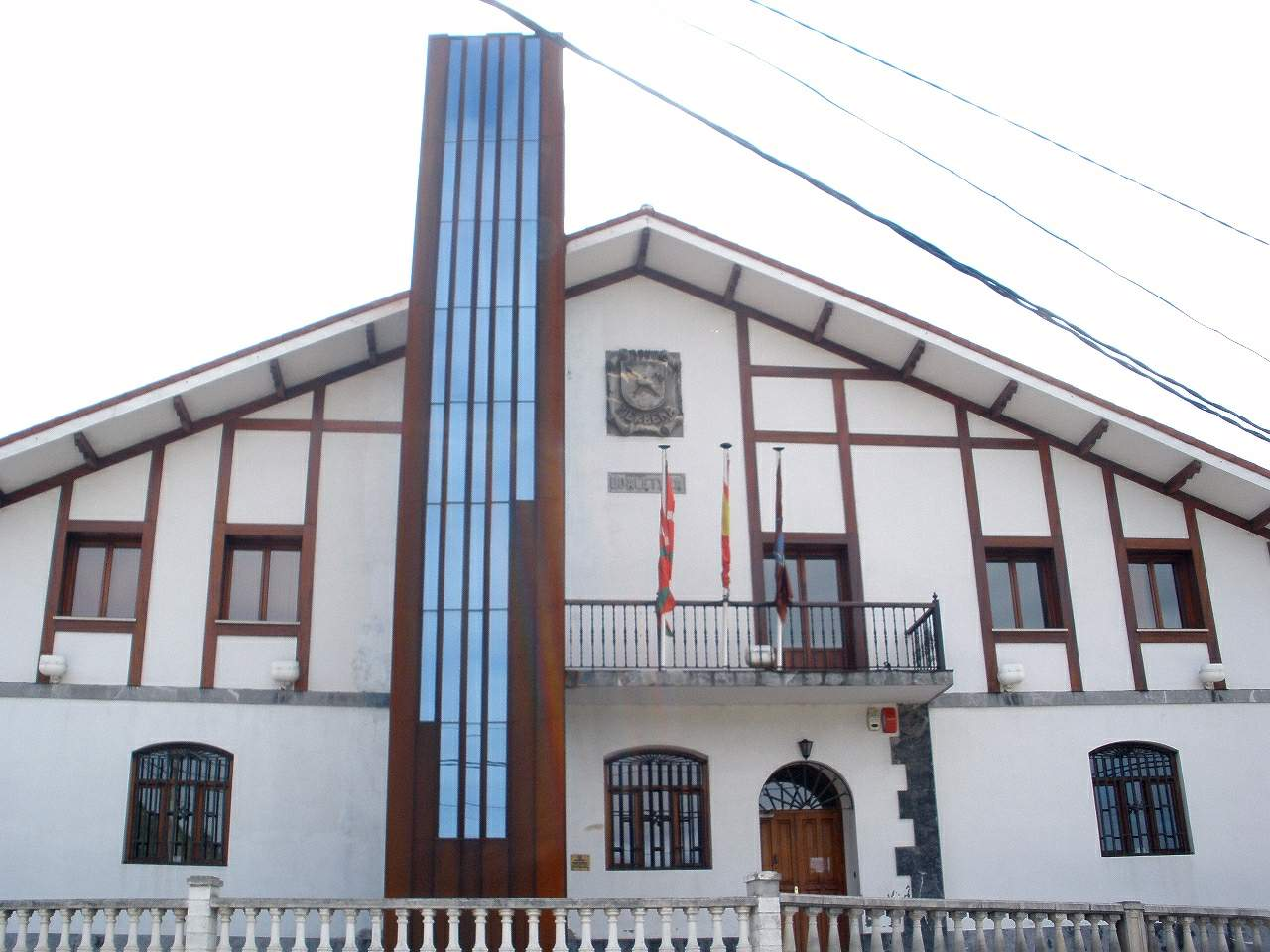
Rathaus

## Persönlichkeiten
- José Antonio Momeñe (1940–2010), Radrennfahrer